# (4478) Blanco
(4478) Blanco (1984 HG1) – planetoida z grupy pasa głównego asteroid okrążająca Słońce w ciągu 3 lat i 136 dni w średniej odległości 2,25 j.a. Została odkryta 23 kwietnia 1984 roku.